# Joppa brunnii
Joppa brunnii là một loài tò vò trong họ Ichneumonidae.